# Shindō-Wasserfälle
Die Shindō-Wasserfälle (japanisch 震動の滝) liegen in der japanischen Präfektur Ōita und bestehen aus zwei Wasserfällen mit einer Fallhöhe von 93 m und 83 m. Sie sind Teil der 1990 vom Umweltministerium aufgestellten Liste der Top-100-Wasserfälle Japans. Die Wasserfälle befinden sich am Naruku (jap. 鳴子川) stromaufwärts des Kusu (jap. 玖珠川). Nahe beieinanderliegende Wasserfall-Paare werden in Japan oft als 雌滝 Medaki („weiblicher Wasserfall“) und als 雄滝 Odaki („männlicher Wasserfall“) bezeichnet. Bei den Shindō-Wasserfällen ist der größere Wasserfall der „weibliche Wasserfall“, während dies in der Regel umgekehrt ist.